# رولاند دیکگیسر
رولاند دیکگیسر (انگلیسی: Roland Dickgießer؛ زادهٔ ۹ نوامبر ۱۹۶۰) بازیکن فوتبال اهل آلمان است.
از باشگاه‌هایی که در آن بازی کرده‌است می‌توان به اشاره کرد.
وی همچنین در تیم‌های ملی فوتبال زیر ۲۳ سال آلمان، زیر ۲۱ سال آلمان، و زیر ۲۳ سال آلمان بازی کرده‌است.